# La Reine Henriette Marie et son nain, Sir Jeffrey Hudson
La Reine Henriette Marie et son nain, Sir Jeffrey Hudson est un tableau du peintre flamand baroque Antoine van Dyck réalisé en 1633 et qui est actuellement conservé à la National Gallery of Art de Washington. Il s'agit d'un portrait de la reine Henriette Marie de France, épouse de Charles Ier d'Angleterre.
En 1632, van Dyck avait été invité en Angleterre par le Roi Charles Ier et il réalisa alors de très nombreux portraits d'aristocrates mais aussi du roi et de son épouse.

## Description
Van Dyck a représenté la Reine debout sur une marche en pierre, vêtue d'une robe de chasse bleue surmontée d'un col de dentelle délicat au lieu de la traditionnelle fraise élisabéthaine. Elle se tient à côté d'un grand rideau doré sur lequel est déposée sa couronne. Elle donne la main à Jeffrey Hudson (en), son nain de sa cour. Celui-ci tient un singe dans ses bras, ce qui symbolise sans doute l'amour de la reine pour l'exotisme et toutes sortes d'amusements.
L'arbre à l'arrière-plan est un oranger.